# Герб Луцького району
Герб Лу́цького райо́ну — офіційний символ Луцького району Волинської області, затверджений 21 грудня 2000 року сесією Луцької районної ради.

## Опис герба
Основою герба Луцького району є щит, із заокругленою основою, з виступом червоної калини, що символізує образ України.
У верхній частині — напис «Луцький район». Він є основою фортечної вежі і підкреслює державну міць та розбудову регіону в усіх галузях.
По боках щита — триколосся і зелене листя — символ Святої Трійці та багатства земель району, які зображені на щиті. Жовтий колір та синій фон щита — державні кольори.
У центрі герба — срібний вершник на лазуровому щиті, часів Галицько-Волинського князівства, що підкреслює славні історичні традиції. У руках воїн тримає прапор Волині над золотим контуром району, що символізує єднання земель краю.